# Селин Али
Селин Али е българска състезателка по спортна стрелба, състезаваща се в дисциплината трап.
Състезава се за клуб ЕСК „Виа“ с треньор баща ѝ Ниязи Мехмед.
За 50 дни през 2019 г. печели 4 медала от световни първенства – златен медал индивидуално при девойки и след 2 дни бронзов в микс тийм пак в Лонато (Италия). Печели в Зул (Германия) сребърен медал индивидуално при дежойки, а малко след това печели пак сребърен медал в микс тийм в Лахти (Финландия), този път при жени.
Участва в Летните олимпийски игри (2020) в Токио.

## Успехи
Световни първенства за девойки
- Златен медал в Зул (Германия, 2022) - индивидуално.
- Златен медал в Лонато (Италия, 2019) - индивидуално.
- Сребърен медал в Зул (Германия, 2019) - индивидуално.
- Бронзов медал в Лонато (Италия, 2019) - микс тийм.
- Бронзов медал в Зул (Германия, 2018) - микс тийм.

Световни първенства за жени
- Сребърен медал в Лахти (Финландия, 2019) - микс тийм.